# Дневная премия «Эмми»
Дневная премия «Эмми» (англ. Daytime Emmy Award) — награда, вручаемая Нью-Йоркской Национальной Академией Телевизионных Искусств и Наук и Лос-Анджелесской Академией Телевизионных Искусств и Наук в знак признания передового опыта в дневных американских телевизионных программах. Церемонии, как правило, проходят в мае или июне.
«Эмми» считается телевизионным эквивалентом «Оскара» (для кино), премии «Грэмми» (для музыки) и премии «Тони» (для театра)
Первая церемония вручения наград Дневной премии «Эмми» прошла в праймтайм, в 1972 году, когда сериалы «Доктора» и «Главный госпиталь» были номинированы за выдающиеся достижения, в категории Дневная Драма. В том же году сериал «Доктора» выиграл награду «Лучшее шоу» (англ. Best Show Daytime Emmy) . Кроме того, награда за «Выдающиеся достижения» (англ. Outstanding Achievement) за роль в дневной драме была присуждена Марии Фикетт из сериала «Все мои дети». Предыдущая категория «Выдающиеся достижения в дневных программах» была добавлена один раз в 1968 году, когда был номинирован Макдональд Кэри, звезда сериала «Дни нашей жизни». Из-за правил времени голосования судьи могли решать: либо наградить одной Эмми, либо вообще не награждать, и в итоге они решили, что никто из номинантов не заслуживает золотой статуэтки. Этот решение возмутило продюсера и сценаристку Агнес Никсон (создательницу сериалов «Другой мир», «Все мои дети» и «Одна жизнь, чтобы жить»), побудив ее написать в Нью-Йорк Таймс: «… после просмотра фиаско недавней церемонии награждения Эмми вполне можно рассматривать как знак отличия то, что ты проигнорирован этой группой» (англ. «…after viewing the recent fiasco of the Emmy awards, it may well be considered a mark of distinction to have been ignored by this group.»).
Давняя звезда сериала «General Hospital» Джон Берэдино стал ведущим актёром, удостоенным награды дневного таланта (англ. daytime talent), особого признания за свою работу. Первый отдельный показ церемонии награждений был сделан только для дневного телевещания, он транслировался в 1974 году из Channel Gardens в нью-йоркском Rockefeller Center. Ведущими церемонии награждений были Барбара Уолтерс и Питер Маршалл. Теперь торжество обычно проводится в соседнем Радио-сити-мьюзик-холле, с редкими трансляциями из Медисон-сквер-гарден. В 2006 году церемония наград Эмми была проведена в Театре Кодак в Лос-Анджелесе (впервые за пределами Нью-Йорка), где проходили церемонии вручения Оскара с момента открытия кинотеатра в 2001 году. В Театре Кодак также проходили церемонии награждений Эмми в 2007 и 2008 годах.
Из-за относительно небольшого количества талантов в дневное время телевидения, награда стала распространённой среди актёров, которых зачастую номинировали повторно. Наиболее печально известной из них является звезда сериала «Все мои дети» Сьюзан Луччи, чьё имя стало синонимом человека, тщетно номинирующегося на награду, после того, как она была номинирована на дневную Эмми 18 раз, пока наконец не выиграла статуэтку в номинации «Лучшая актриса» в 1999 году.
В 2003 году в ответ на резкую критику блока голосования, за шоу с участием большого списка номинантов, дополнительное голосование было добавлено ко всем действующим драматическим категориям. Будучи известны как «предварительные кандидатуры», один или два актёра из каждого шоу выбираются для рассмотрения в качестве первичных кандидатов на получение.

## Исторические моменты
- Комедийная актриса Бетти Уайт стала первой женщиной, которая выиграла награду в категории «Лучший ведущий игрового шоу» в 1983 году.
- Актрисе Сьюзан Луччи принадлежит рекорд по количеству номинаций без побед. Она была номинирована рекордный 21 раз на награду в категории «Лучшая актриса в драматическом сериале» за роль Эрики Кейн в сериале «Все мои дети», ежегодно с 1978 года, и впервые получила её  только с девятнадцатой номинации в 1999 году.

## Актеры, которые выиграли наибольшее количество премий
- Энтони Гири (8): 1982, 1999, 2000, 2004, 2006, 2008, 2012, 2015
- Эрика Слезак (6): 1984, 1986, 1992, 1995, 1996, 2005
- Джастин Дис (6): 1984, 1988, 1989, 1994, 1995, 1997
- Хизер Том (6): 1993, 1999, 2011, 2012, 2013, 2020
- Дэвид Канари (5): 1986, 1988, 1989, 1993, 2001
- Джонатан Джексон (5) (1995, 1998—1999, 2011, 2012)
- Сьюзан Флэннери (4) (1975, 2000, 2002—2003)
- Эллен Дедженерес (4) (2005, 2006, 2007, 2008)
- Ким Зиммер (4) (1985, 1987, 1990, 2006)
- Питер Бергман (3) (1991—1992, 2002)
- Сара Браун (3) (1997—1998, 2000)
- Дженнифер Финниган (3) (2002—2004)
- Хелен Галлахер (3) (1976—1977, 1988)
- Джули Мари Берман (3) (2009—2010, 2013)
- Рик Херст (3) (1991, 2004, 2007)
- Майкл Найт (3) (1986—1987, 2001)
- Дженнифер Лэндон (3) (2006—2008)
- Кристиан Леблан (3) (2005, 2007, 2009)
- Барбара Уолтерс (3) (1975, 2003, 2009)
- Морис Бенард (3): 2003, 2019, 2021
- Джулия Барр (2) (1990, 1998)
- Ларри Бруггман (2) (1984, 1987)
- Марта Бирн (2) (1987, 2001)
- Макдональд Кэри (2) (1974—1975)
- Сьюзан Хэскелл (2) (1994, 2009)
- Элизабет Хаббард (2) (1974, 1976)
- Джудит Лайт (2) (1980—1981)
- Дороти Лайман (2) (1982—1983)
- Кевин Мамбо (2) (1996—1997)
- Кэди Макклейн (2) (1990, 2004)
- Кимберли Маккалло (2) (1989, 1996)
- Майкл Парк (2) (2010—2011)
- Том Пелфри (2) (2006, 2008)
- Джон Уэсли Шипп (2) (1986, 1987)
- Кристофф Св. Джон (2) (1992, 2008)
- Мишель Стэффорд (2) (1997, 2004)
- Джина Тоньони (2) (2006, 2008)
- Джерри Вердорн (2) (1995—1996)
- Джесс Уолтон (2) (1991, 1997)
- Дуглас Уотсон (2) (1980—1981)
- Мойра Уэст (2) (2007, 2010)
- Эллен Уилер (2) (1986, 1988)
- Дарнелл Уильямс (2) (1983, 1985)
- Вупи Голдберг (2) (2002, 2009)
- Скотт Клифтон (2011, 2013)
- Нэнси Ли Гран (2) (1989, 2012)
- Дэнни Джейкобс (2) (2011, 2015)